# Norbert Moutier
Pour les articles homonymes, voir Moutier (homonymie).
Norbert Moutier, de son nom complet Norbert Georges Vincent Moutier,, également connu sous le pseudonyme de N.G. Mount, est un libraire, éditeur, écrivain, cinéaste et acteur français, né le 17 mars 1941 à Antony (Hauts-de-Seine) et mort le 27 janvier 2020 à Orléans, (Loiret).
Cinéphile professionnel, critique et spécialiste du cinéma bis, Norbert Moutier est devenu, par passion, un cinéaste de séries Z, tournées avec des moyens amateurs, dans lesquelles jouent des personnalités du genre comme Jean Rollin ou William Lustig.

## Biographie

### Formation
Fasciné par le cinéma dès son plus jeune âge, Norbert Moutier fait cependant des études de comptabilité et obtient une capacité en droit.
Parallèlement à sa vie professionnelle de comptable il se consacre à ses deux passions, le cinéma et la bande dessinée, en s'occupant d'un ciné-club et en créant deux fanzines : Monster Bis en mars 1979, consacré au cinéma bis, et Le Petit Bédéraste du 20e siècle en mai 1980, consacré à des bandes dessinées oubliées, notamment les petits formats. Monster Bis acquiert peu à peu une notoriété dans le petit monde des amateurs de série Z et lui permet de rencontrer un certain nombre d'acteurs de ce milieu.

### Réalisateur
Norbert Moutier commence à tourner des films à partir de 1982. Il en est toujours le réalisateur, scénariste, producteur et fait parfois l'acteur. Ses films ont la particularité d'être tournés en très peu de temps avec un budget extrêmement limité ainsi que par des tentatives de les faire passer pour des films américains. La qualité s'en ressent et la plupart de ses productions ressemblent davantage à des films amateurs qu'à de véritables longs-métrages. Ses films sont auto-édités en VHS et connaissent une distribution plus que confidentielle.
Ses films ont la particularité de rassembler des têtes connues, du milieu du cinéma bis français. Ainsi, des personnalités comme Jean-Pierre Putters, Jean Rollin, Quélou Parente, Christophe Bier, Christophe Lemaire et Christian Letargat sont venus officier en tant qu'acteurs dans certains de ses films, pour des caméos comme pour des rôles principaux.
En 1986, il abandonne son métier de comptable et ouvre une librairie de B.D. et vidéo-club du nom de « BD - Ciné » dans le 9e arrondissement de Paris ,.
Il écrit dans la revue Fantastyka, puis l'édite jusqu'en 2002.

### Les années 2000
Durant la première décennie du nouveau siècle, Norbert Moutier se consacre exclusivement à sa librairie qui s'est peu à peu transformée en librairie spécialisée dans le fantastique, la série B, ainsi que le commerce de films rares et de souvenirs liés au cinéma.
Il publie fréquemment de nouveaux numéros de Monster Bis dont ce fut la période la plus faste et qui consacre désormais chacun de ses numéros à une personnalité du monde du cinéma.
En 2012, contraint par la fatigue, Norbert Moutier baisse définitivement le rideau de B.D Ciné et de Monster Bis, laissant inachevés plusieurs fascicules. Par la suite, il vit à Orléans, solitaire et diminué par les soucis de la vieillesse.
Certains de ses films (particulièrement Mad Mutilator, Trepanator et Dinosaur from the Deep) ont peu à peu acquis le statut de films culte pour les amateurs de cinéma bis.

## Filmographie
- 1983 : Mad Mutilator (ou Ogroff)
- 1985 : Hemophilia
- 1988 : Opération Las Vegas
- 1991 : Trepanator
- 1992 : Alien Platoon
- 1994 : Dinosaur from the Deep
- 1995 : Le syndrome d'Edgar Poe
- 1997 : Death Camp (ou Britta the Torturer) (inachevé)
- 1999 : Brooklyn Cop

## Publications

### Romans
- Neige d'enfer, Fleuve noir, collection « Gore », 1988 ; réédition au format numérique, FeniXX, 2015
- L'Équarrisseur de Soho, éditions Vaugirard, collection « Gore », 1990

### Fanzines
- Le Petit Bédéraste du XXe siècle - 12 numéros parus
- Fantastyka - 24 numéros parus
- Monster Bis[11] - 83 numéros parus (en-dehors des rééditions à partir de 1992).

La popularité de Monster bis fait que ce fanzine connait plusieurs évolutions notables : 
1. numéro 1 - "Maciste" ; mars 1979 (Un fascicule de 32 pages dont la couverture est une photocopie noir et blanc et l'intérieur est polycopié à la ronéo jusqu'au numéro 6)
2. Monster Bis numéro 7/8 - "Les Krimis d'Edgar Wallace" (Numéro double, augmenté de gros dossiers jusqu'au numéro 32)
3. Monster Bis numéro 32 - "Zombies" ; 1982 (Tout en couleur. À partir de ce numéro, les couvertures des numéros suivants sont en couleurs.)
4. Monster Bis numéro 33 (84 pages, jusqu'au no 54)
5. Monster Bis numéro 52 - "Giallo" (Premier des Monster bis "historique" réimprimé. Avec les no 53 et 54 forme le no 1 de la série des réimpressions lancée en 1992 (sauf quelques rubriques hors sujet principal))
6. Monster Bis numéro 83 (Dernier numéro paru)

En 2009, son site internet annonce les trois derniers numéros parus sur les sujets suivants : "Edwige Fenech", "Eddie Constantine" et "Opérations commandos au cinéma".
En septembre 2020 a été retrouvé sur un marché aux puces d'Orléans une collection de 1000 fanzines de bandes dessinées fait main s'inspirant des magazines de bandes dessinées franco-belges et américains disponibles durant l'enfance de Norbert Moutier. Xavier Girard, enseignant à l'ESAD d'Orléans, a récupéré le lot. Depuis, de nombreuses expositions les présentant ont eu lieu.
En décembre 2020, a aussi été retrouvé au marché aux puces d'Orléans 500 affiches de films réalisées à la main, à base de collage et de peinture par Norbert Moutier, jeune adulte dont un fanzine est prévu les compilant : Moutier Bis.